# Odontomachus rufithorax
Odontomachus rufithorax är en myrart som beskrevs av Carlo Emery 1911. Odontomachus rufithorax ingår i släktet Odontomachus och familjen myror. Inga underarter finns listade i Catalogue of Life.